# Gouvernement Đinđić
Le gouvernement Đinđić (en serbe cyrillique : Влада Зорана Ђинђића ; en serbe latin : Vlada Zorana Đinđića) est un gouvernement serbe entré en fonction le 25 janvier 2001. Il était formé autour de la coalition de l'Opposition démocratique de Serbie (DOS) qui rassemblait 18 partis. Le président du gouvernement était Zoran Đinđić et il comptait 7 vice-présidents. Il a duré jusqu'au 12 mars 2003, date de l'assassinat de Đinđić.

## Formation
Le président de la République, Milan Milutinović, convoque des élections législatives pour le 23 décembre 2000. Pour un total de 250 sièges, les résultats de ces élections sont les suivants :
| Parti                                   | Sièges |
| --------------------------------------- | ------ |
| Opposition démocratique de Serbie (DOS) | 176    |
| Parti socialiste de Serbie (SPS)        | 37     |
| Parti radical serbe (SRS)               | 23     |
| Parti de l'unité serbe                  | 14     |

## Composition
| Attribution | Nom                         | Nom                    | Parti politique |
| --- | --------------------------- | ---------------------- | --------------- |
| Président du gouvernement                                                                                            | Zoran Đinđić                | Zoran Đinđić           | DS              |
| Vice-président du gouvernement Chargé des Centres de coordination pour le sud de la Serbie, le Kosovo et la Métochie | Nebojša Čović               | Nebojša Čović          | DA              |
| Vice-président du gouvernement Chargé de la santé, de la culture et de la politique sociale                          | Žarko Korać                 | Žarko Korać            | SDU             |
| Vice-président du gouvernement Chargé de l'autonomie locale                                                          | József Kasza                |                        | SVM             |
| Vice-président du gouvernement Chargé de l'économie                                                                  | Aleksandar Pravdić          |                        | DSS             |
| Vice-président du gouvernement Chargé de la lutte contre la corruption                                               | Vuk Obradović               |                        | SD              |
| Vice-président du gouvernement Chargé de la défense et la sécurité                                                   | Momčilo Perišić             | Momčilo Perišić        | PDS             |
| Vice-président du gouvernement Chargé de la fonction publique Ministre de l'Intérieur                                | Dušan Mihajlović            |                        | ND              |
| Ministre de l'Économie et des Finances                                                                               | Božidar Đelić               | Božidar Đelić          | DS              |
| Ministre de la Justice et de l'Autonomie locale                                                                      | Vladan Batić                | Vladan Batić           | DHSS            |
| Ministre des Mines et de l'Énergie                                                                                   | Goran Novaković             |                        |                 |
| Ministre de l'Agriculture, de la Forêt et de la Gestion de l'eau                                                     | Dragan Veselinov            |                        | KV              |
| Ministre du Commerce extérieur                                                                                       | Goran Pitić                 | Goran Pitić            | DS              |
| Ministère de l'Économie et de la Privatisation                                                                       | Aleksandar Vlahović         | Aleksandar Vlahović    | DS              |
| Ministre de la Construction et de l'Urbanisme                                                                        | Dragoslav Šumarac           | Dragoslav Šumarac      | DS              |
| Ministre des Transports et des Télécommunications                                                                    | Marija Rašeta Vukosavljević |                        | DS              |
| Ministre du Commerce, du Tourisme et des Services                                                                    | Slobodan Milosavljević      | Slobodan Milosavljević | DS              |
| Ministre de la Politique sociale                                                                                     | Gordana Matković            | Gordana Matković       | DS              |
| Ministre des Sciences et de la Technologie                                                                           | Dragan Domazet              |                        | DS              |
| Ministre de la Santé et la Protection de l'environnement                                                             | Obren Joksimović            |                        | DSS             |
| Ministre de l'Éducation et du Sport                                                                                  | Gašo Knežević               |                        | GSS             |
| Ministre du Travail et de l'Emploi                                                                                   | Dragan Milovanović          |                        | ASNS            |
| Ministre de la Culture                                                                                               | Branislav Lečić             |                        | DS              |
| Ministre des Cultes                                                                                                  | Vojislav Milovanović        |                        |                 |